# CBS Films
CBS Films Inc. – amerykańskie przedsiębiorstwo specjalizujące się w produkcji i dystrybucji filmów, założone w marcu 2007 przez Lesliego Moonvesa jako jednostka zależna CBS Corporation. Od 2019 CBS Films uważane jest za mini-duże studio filmowe.
Studio pierwotnie miało rozprowadzać, produkować i wydawać od czterech do sześciu filmów o budżecie 50 mln dolarów rocznie.
23 kwietnia 2012 Terry Press i Wolfgang Hammer zostali mianowani współprzewodniczącymi studia CBS Films.
11 października 2019 studio zostało ponownie skonfigurowane jako przedsiębiorstwo zajmujące się produkcją filmów telewizyjnych, które miały być emitowane przez CBS All Access (obecnie Paramount+).

## Filmografia

### 2010
- Środki nadzwyczajne (Extraordinary Measures)
- Plan B (The Back-up Plan)
- W pogoni za zemstą (Faster)

### 2011
- Mechanik (The Mechanic)
- Bestia (Beastly)

### 2012
- Kobieta w czerni (The Woman in Black)
- Połów szczęścia w Jemenie (Salmon Fishing in the Yemen)
- Między wierszami (The Words)
- 7 psychopatów (Seven Psychopaths)

### 2013
- Ostatni egzorcyzm. Część 2 (The Last Exorcism Part II)
- Królowie lata (The Kings of Summer)
- Do zaliczenia (The To Do List)
- Last Vegas
- Co jest grane, Davis? (Inside Llewyn Davis)

### 2014
- Dotknięcie mroku (Afflicted)
- Gambit, czyli jak ograć króla (Gambit)
- Słowo na M (The F Word)
- Dumni i wściekli (Pride)

### 2015
- The Duff (ta brzydka i gruba), również The Duff [#ta brzydka i gruba] (The DUFF)
- Kochajmy się od święta (Love the Coopers)

### 2016
- Get a Job
- Lot 7500[10] (Flight 7500)
- Aż do piekła (Hell or High Water)
- Szkoła moich koszmarów (Middle School: The Worst Years of My Life)
- Dzień patriotów (Patriots Day)

### 2017
- Koniec (The Sense of an Ending)
- Dean
- American Assassin

### 2018
- Winchester. Dom duchów (Winchester)
- Park grozy[11] (Hell Fest)
- Van Gogh. U bram wieczności[12] (At Eternity’s Gate)

### 2019
- Trzy kroki od siebie[13] (Five Feet Apart)
- Pavarotti[14]
- Upiorne opowieści po zmroku[15] (Scary Stories to Tell in the Dark)
- Nieprawdopodobna[16] (Strange but True)
- Jexi[17]